# Patimokkha
De patimokkha is een lijst van de belangrijkste regels of voorschriften waar bhikkhus en bhikkhunis (boeddhistische monniken en nonnen) zich aan dienen te houden. De patimokkha vormt de kern van de vinaya, die naast de patimokkha nog enkele duizenden andere (vaak minder belangrijke) regeltjes kent.

## Typen
Er bestaan twee aparte patimokkhas: de bhikkhu-patimokkha voor monniken en de bhikkhuni-patimokkha voor nonnen. De patimokkha voor bhikkhunis telt 311 regels en is uitgebreider dan die van de bhikkhus, die 227 regels telt.

## Inhoud
De patimokkha zelf staat als lijst niet in de Pali Canon, de individuele regels staan er echter wel in. In het Pali Canon staat ook een gedetailleerde uitleg over de oorzaak en de omstandigheden van het ontstaan van elke regel en de precieze inhoud van die regel.
De 227 regels van de bhikkhu-patimokka vallen uiteen in de volgende verschillende categorieën regels:
1. de 4 parajikas.
2. de 13 sanghadisesas.
3. de 2 anayitas.
4. de 30 nissaggiya pacittiyas.
5. de 92 pacittiyas.
6. de 4 patidesaniyas.
7. de 75 sekhiyas.
8. de 7 adhikarana-samathas.

## Functie
De patimokkha dient elke volle en lege maan gereciteerd te worden in de boeddhistische tempels of kloosters waar vier of meer monniken (of vier of meer nonnen) verblijven. De patimokkha wordt dus elke 14 of 15 dagen gereciteerd, vaak in een speciaal gebouw wat ook wel het Uposatha-gebouw genoemd wordt. Het kan echter ook in een gewoon gebouw of in de open lucht gereciteerd worden. Alle monniken die in de tempel verblijven dienen bij de recitatie aanwezig te zijn. De recitatie van de patimokkha is een van de activiteiten die op de Uposatha dagen uitgevoerd dient te worden.
Vóór de recitatie dienen de monniken en nonnen hun overtredingen van de regels van de patimokkha aan een andere monnik of non kenbaar te maken (biecht), waarmee zij voor de meeste regels weer puur zijn (geen overtredingen hebben die niet opgebiecht zijn). Voor de sanghadisas en de nissaggiya pacittiyas moeten er echter in het geval van een overtreding nog verdere handelingen of procedures gevolgd worden.
Iemand met een overtreding van een parajika regel kan zijn overtreding niet rechtzetten en is door zijn overtreding automatisch geen monnik (of bhikkhu) meer. Hij kan dus ook niet de recitatie van de patimokkha bijwonen daar dit slechts voor bhikkhus is.